# 3+2 (formație)
3+2 (în belarusă Тры плюс два; în rusă Три плюс два) este o formație muzicală din Belarus cu cinci membri, fapt sugerat și de denumire. Cei cinci membri sunt Artem Mihalenka, Iehiazar Farașan, Iulia Șișko, Alena Karpovici și Ninel Karpovici. Ei au fost aleși să reprezinte țara lor la Concursul Muzical Eurovision 2010 cu melodia „Butterflies”.